# Aegis (Mond)
Aegis ist der äußere und größere der beiden Monde des Hauptgürtel-Asteroiden (93) Minerva. Sein mittlerer Durchmesser beträgt 3,6 Kilometer, was etwa 1/43 des Minerva-Durchmessers entspricht.

## Entdeckung und Benennung
Aegis wurde am 16. August 2009 um 13:36 Uhr Ortszeit von Franck Marchis, Brent Macomber, Jérôme Berthier, Frédéric Vachier und Joshua P. Emery am Keck-Observatorium II auf dem Mauna Kea auf Hawaii entdeckt. Aegis wurde bei 0,4 Bogensekunden Abstand zu Minerva „auf 3 Uhr“ (270°) gefunden, mit einer Differenz der scheinbaren Helligkeit von 8. Die Entdeckung wurde am 31. August 2009 bekanntgegeben; der Mond erhielt die vorläufige Bezeichnung S/2009 (93) 1.
Gleichentags, nur 8 Minuten danach, entdeckte das Team mit Gorgoneion einen weiteren Begleiter von Minerva, was das System zum fünften bekannten Asteroiden-Mehrfachsystem im Hauptgürtel und zum achten insgesamt anwachsen ließ.
Am 17. Dezember 2013 wurden beide Monde dann offiziell benannt. Sie wurden nicht nach Personen, sondern nach magischen Insignien der Göttin Minerva benannt. In der griechischen Mythologie war Athene, die der Minerva der Römischen Mythologie entsprach, Zeus’ Lieblingstochter. Aus diesem Grund ließ Zeus sie seine Artefakte benutzen: Aigis, seinen schrecklichen Spiegelschild, und seine vernichtende Waffe, seinen Strahl. Ursprünglich stellte Hephaistos den Schild aus Ziegenfell her. Er war so stark, dass nicht einmal Zeus ihn mit seinen Blitzen hätte zerstören können. In der Mitte des Schildes befand sich das von Perseus, dem Athene den Schild lieh, abgeschlagene Haupt der Gorgonin Medusa, das als Schutzamulett andere zu Stein erstarren lassen konnte. Als Bestandteil des Schildes wurde das Haupt der Medusa als Gorgoneion bekannt.

## Bahneigenschaften
Aegis umkreist Minerva auf einer prograden, fast perfekten Kreisbahn in einem mittleren Abstand von 651 Kilometern zu deren Zentrum (etwa 9,2 Minerva-Radien). Die Bahnexzentrizität beträgt rund 0, die Bahn ist 89° gegenüber dem Äquator von Minerva geneigt. Die Umlaufbahn des inneren Mondes Gorgoneion ist im Mittel etwa 249 km von Aegis' Orbit entfernt.
Die Umlaufbahnen beider Monde sind bemerkenswert kreisförmig, wenngleich der innere Gorgoneion eine geringfügig elliptischere Umlaufbahn besitzt. Insgesamt könnten die Bahnen ein Resultat der für einen Asteroiden ebenfalls bemerkenswert runden Gestalt des Mutterkörpers Minerva sein.
Aegis umrundet Minerva in 2 Tagen, 9 Stunden und 44,6 Minuten, was etwa 694,3 Umläufen in einem Minerva-Jahr (rund 4,57 Erdjahre) entspricht. Umgekehrt lässt sich sagen, dass ein Umlauf von Aegis 9,652 Minerva-Tage dauert. Er benötigt für einen Umlauf etwas mehr als doppelt so lange als der innere Gorgoneion.

## Physikalische Eigenschaften
Der Durchmesser von Aegis beträgt etwa 3,6 Kilometer.
Ausgehend von einem mittleren Durchmesser von 3,6 km ergibt sich eine Oberfläche von etwa 41 km2, was etwas mehr als der Fläche des Schweizer Kantons Basel-Stadt entspricht.

## Erforschung
Die Beobachtungen von Minerva im Jahr 2009, die zu der Entdeckung von Aegis und Gorgoneion führte, wurden bis 2011 fortgesetzt. Ausgehend von der Annahme, dass die beiden Monde nahe am Äquator des Mutterkörpers kreisen, ergab sich, dass im September 2009 der Pol von Minerva der Erde zugewandt war, während im März 2011 eine Kantenstellung des Systems zu beobachten war.